# Ненад Старовлах
Ненад Старовлах (Сарајево, 29. јул 1955) бивши је југословенски и српски фудбалер, а данас фудбалски тренер. 

## Каријера

### Жељезничар
Рођен је 29. јула 1955. године у Сарајеву. У фудбалском клубу Жељезничар из Сарајева је почео да тренира са тринаест година, играо је на позицији одбрамбеног играча. За први тим Жељезничара је дебитовао 1972. године. Највећи успех му је пласман у финале Купа Југославије 1981. године када су поражени од Вележа из Мостара. Због тешке повреде колена већ са 27 година је завршио играчку каријеру. Одиграо је укупно 333 утакмице у дресу тима са Грбавице, од којих је 137 лигашки.

### Репрезентација
Наступао је за све националне селекције Југославије, од омладинске до сениорске селекције. За А репрезентацију Југославије одиграо је две утакмице. Дебитовао је 1. априла 1979. у квалификацијама за одлазак на Европско првенство 1980. против Кипра (3:0 за Југославију).
Наступи за репрезентацију
Утакмице Ненада Старовлаха у дресу са државним грбом.
| #  | Датум             | Место              | Противник | Резултат | Гол | Такмичење                                 |
| -- | ----------------- | ------------------ | --------- | -------- | --- | ----------------------------------------- |
| 1. | 1. април 1979.    | Никозија           | Кипар     | 3:0      | 0   | Квалификације за Европско првенство 1980. |
| 2. | 31. октобар 1979. | Косовска Митровица | Румунија  | 2:1      | 0   | Квалификације за Европско првенство 1980. |

### Тренер
Тренирао је млађе категорије Жељезничара, био је селектор кадетске репрезентације БиХ. Старовлах је такође био тренер омладинске, медитеранске и олимпијске репрезентације Југославије.
Као први тренер Борца из Чачка, први пут у историји је 1994. године увео клуб у прву лигу. Са кипарским Аполоном 1998. године остварио је највећи европски успех у историји Кипра. Аполон је играо осмину финала Купа победника купова.
Био је први тренер Жељезничара из Сарајева у сезони 2006/07, али је због лоших резултата добио отказ. Након тога био је тим менаџер Омоније. Има држављанство Кипра.

## Успеси
Играч
- Жељезничар
  - Куп Југославије: финале 1980/81.

Тренер
- Борац Чачак
  - Друга лига СР Југославије: 1993/94.

## Приватан живот
Његова супруга је Озренка Старовлах са којом има две кћерке, Наду и Сару.